# 長田ノオト
長田 ノオト（おさだ ノオト、3月16日 - ）は、日本の漫画家。静岡県出身。

## 経歴
笹川ひろし事務所、スタジオぴえろのアニメーターを経てフリーのアニメーターになる。
『永遠少女・1986』（近代映画社・プロムナイト創刊号掲載）で漫画家デビュー。ホラーコミックを中心に活動。
"ノオト"とは過去のドイツ語の俗語で"不必要"という意味（俗語でない"Not"の意味は"苦境"）。自分を否定した名前をつけたかったという。
また、1983年から1986年にかけて活動した劇団・東京グランギニョルのファンであり、劇団の演目『ライチ光クラブ』でゼラ役を演じた常川博行とその妻村上ナッツ（長田ノオトの漫画原作を何本か書いた小説家）は友人。単行本『盲獣』に収録されている『月齢15・滅ビノ...』や『夜間閲覧室』に収録されている『永遠少女』、『ダス・ブルート』、『ジンタ☆ジンタ』には東京グランギニョルの作品である『ライチ光クラブ』とよく似た筋書きがされている。

## 作品リスト（単行本）
- 『夜間閲覧室』（東京三世社）/『夜間閲覧室』新書版（ぶんか社 1995年1月）
- 『牧師館の怪人』（東京三世社）
- 『ファントム・音楽殺人』（東京三世社）
- 『実験王』（東京三世社 1994年6月）/ 『実験王』文庫版（蒼馬社 1996年12月）
- 『江戸川乱歩 屋根裏の散歩者』（秋田書店 1994年8月）
- 『盲獣』（ぶんか社 1996年3月）
- 『ノオトピア』（竹書房 1996年10月）
- 『ブラッド・スノー』（ぶんか社 1997年11月）
- 『江戸川乱歩の押絵と旅する男』（蒼馬社 1997年12月）
- 『ステーシー』（原作：大槻ケンヂ）（ぶんか社 1998年10月）/『ステーシー』文庫版（角川ホラー文庫 2001年）
- 『江戸川乱歩のパノラマ島奇談』（蒼馬社 1999年6月）
- 『孤島の鬼 江戸川乱歩傑作集』（ぶんか社 2016年9月）

## アンソロジー
- 『13人のショートサスペンス&ホラー』（講談社）
- 『悪魔のささやき』（講談社コミックス）
- 『死角』（ぶんか社）

## 画集・イラスト
- 『edge-a collection of paintings-』画集（T.Oブックス）
- 『ステーシーの美術』連載小説：大槻ケンヂ（月刊カドカワ連載)挿絵
- 『ステーシー』小説単行本：大槻ケンヂ（角川書店)カバー画

## CD
- 『ホラーMサイコフォニックサウンド』（ポニーキャニオン）

声優：常川博行（東京グランギニョル）
- 『幻想少年譚 月彦』（モモアンドグレープスカンパニー、原作：雨宮コクト）

声優：原知宏、福山潤、子安武人、森田順平、鳥海浩輔、金月真美、杉田智和 他
- 筋肉少女帯 CD Album『LOVE』ジャケットイラスト(2019年11月6日発売)

## 公式サイト
- 長田ノオト (@Atelier_Not) - X（旧Twitter）
- atoRi🐤🐤🐤 (@mofu_0x0_mofu) - X（旧Twitter）
- atoRi🐤🐤🐤 (@mofu0x0mofu.bsky.social) - Bluesky
- https://taittsuu.com/users/mofu_0x0_mofu